# Cuetzalan del Progreso
Cuetzalan del Progreso är en kommun i Mexiko.   Den ligger i delstaten Puebla, i den sydöstra delen av landet, 180 km öster om huvudstaden Mexico City. Antalet invånare är 45 010. Arean är 135 kvadratkilometer.
Terrängen i Cuetzalan del Progreso är bergig.
Följande samhällen finns i Cuetzalan del Progreso:
- Cuetzalan
- Tzinacapan
- Tepetitán Reyeshogpan de Hidalgo
- Xiloxochico de Rafael Ávila Camacho
- Cuauhtamazaco
- Pepexta
- Ayotzinapan
- Tepetzintán
- Zacatipan
- Xaltipan
- Nectepec
- Xalcuahuta
- Xalpantzingo
- Yohualichan
- Cuauhtapanaloyan
- Pahpatapán
- Ixtahuata
- Tacuapan
- Tuzamapan Xiloxochico
- Reyeshogpan de Hidalgo
- Xaltzinta
- Xochical
- Pinahuista
- Tecoltepec
- Tenango
- Nahuiogpan
- Tenextepec
- Xilcuahuta
- Limontitán
- Chicueyaco
- Tecazo
- Kapola
- Cahuayogco
- Tecolapa
- Alahuacapan
- Santioapan
- Tepetzalan
- Tenanikán
- Cacatecuauta
- Tixapan
- Ziltepec
- Pesmapán
- Xiutecuapan
- Cuatro Caminos
- Cozamalomila
- Limonco
- Atemolón
- Tepango
- Tencuix
- Caxaltepec
- Cuahutamanca
- Pochoco
- Las Hamacas
- Acaxiloco
- Tzojiaco
- Tonalix
- Tatahuictaltipan
- La Providencia
- Tecuahuta
- Equimita
- La Galera
- Cuichat
- Tetsijtsilín
- Tajkuilol
- Cuamono
- Zopilotepec
- Xocota
- Cohuatichan
- Atmolón
- Tzoncomala
- Texochico
- Santa Cruz Tatempa
- Vista Hermosa
- La Gloria
- Tepetzalan de Miguel Hidalgo
- Pagmaco
- Calatepec
- Zuapilaco
- Chichicazapan
- Ahuateno
- Tzanatco
- Cedral Atalpan
- Pahuatahu
- Olopioco
- Atexolahua
- Xalticpac
- Huaxtitán
- Coapan
- Anaititac
- Tepetitan Chico
- Achiauta
- Macuilacaco
- Atequiza
- Pesmapán